# Shea Seals
Shea Brandon Seals (Tulsa, Oklahoma, 26 de agosto de 1975) es un exjugador y entrenador de baloncesto estadounidense que disputó una temporada en la NBA, además de jugar en la NBA D-League, en la liga francesa, en la liga china, en la LEB española y ligas menores de su país. Con 1,96 metros de estatura, lo hacía en la posición de base. Hasta 2022 formó parte del equipo de asistentes del entrenador de su alma mater, la Universidad de Tulsa.

## Trayectoria deportiva

### Universidad
Jugó durante cuatro temporadas con los Golden Hurricane de la Universidad de Tulsa, en las que promedió 18,5 puntos, 6,3 rebotes y 3,1 asistencias por partido. En su primera temporada fue elegido Novato del Año de la Missouri Valley Conference, y en las dos temporadas siguientes fue incluido en el mejor quinteto de la conferencia. Ya en su último año fue incluido en el tercer mejor quinteto All-American. Acabó su carrera con 2.288 puntos, récord histórico de su universidad, que hoy en día todavía perdura.

### Profesional
Tras no ser elegido en el Draft de la NBA de 1995, firmó como agente libre por Los Angeles Lakers, con los que únicamente llegó a disputar cuatro partidos en los que promedió 1,0 puntos y 1,0 rebotes.
En 1999 fichó por el ASVEL Lyon-Villeurbanne de la liga francesa, acabando esa temporada jugando dos partidos con el SLUC Nancy Basket. En 2000 regresó a su país para jugar en ligar menores, retornando a Francia un año después para jugar en el Élan Sportif Chalonnais.
En 2002 ficha por los Mobile Revelers de la NBA D-League, donde jugó una temporada ayudando a conseguir el campeonato con 11,3 puntos y 2,8 rebotes por partido, acabando con el segundo mejor porcentaje de triples de la liga, con un 42,9%, solo superado por su compañero de equipo Isaac Fontaine.
En 2003 ficha por el Besançon Basket Comté Doubs de la Pro B francesa, para jugar el último tramo de la liga, promediando en los playoffs 17,1 puntos y 3,6 rebotes por partido. Al año siguiente disputó con los Shandong Flaming Bulls la liga china, fichando en febrero de 2004 por el Cáceres Club Baloncesto de la LEB Oro, con los que disputó 10 partidos, en los que promedió 12,7 puntos y 4,1 rebotes, dejando el equipo dos meses después a causa de una lesión.
Acabó su carrera jugando con los Westchester Wildfire de la USBL.

## Estadísticas de su carrera en la NBA

### Temporada regular
| Temporada | Edad | Equipo             | Liga | Pos. | P | TIT | MIN | TC  | TCA | %TC  | 3P  | 3PA | %3P  | 2P  | 2PA | %2P  | TL  | TLA | %TL  | R.OF. | R.DEF. | REB | ASIS | ROB | TAP | PER | FP  | PTS |
| 1997-98   | 22   | Los Angeles Lakers | NBA  | SG   | 4 | 0   | 2.3 | 0.3 | 2.0 | .125 | 0.0 | 0.8 | .000 | 0.3 | 1.3 | .200 | 0.5 | 1.0 | .500 | 0.8   | 0.3    | 1.0 | 0.0  | 0.3 | 0.0 | 0.0 | 0.3 | 1.0 |
| Total     |      |                    | NBA  |      | 4 | 0   | 2.3 | 0.3 | 2.0 | .125 | 0.0 | 0.8 | .000 | 0.3 | 1.3 | .200 | 0.5 | 1.0 | .500 | 0.8   | 0.3    | 1.0 | 0.0  | 0.3 | 0.0 | 0.0 | 0.3 | 1.0 |